# Lasiodorides polycuspulatus
Espèce
Synonymes
- Lasiodorides rolinii Tesmoingt, 1999

Lasiodorides polycuspulatus est une espèce d'araignées mygalomorphes de la famille des Theraphosidae.

## Distribution
Cette espèce est endémique du Pérou.

## Description
La carapace de la femelle holotype mesure 26,5 mm de long sur 22,5 mm.
Le mâle décrit par Sherwood, Gabriel, Kaderka, Lucas et Brescovit en 2021 mesure 52,3 mm et la femelle 61,1 mm.

## Systématique et taxinomie
Lasiodorides rolinii a été placée en synonymie par Sherwood, Gabriel, Kaderka, Lucas et Brescovit en 2021.

## Publication originale
- Schmidt & Bischoff, 1997 : « Die Gattung Lasiodorides n. gen. und ihre Typus-Art Lasiodorides polycuspulatus n. sp. (Arachnida: Araneae: Theraphosidae: Theraphosinae). » Entomologische Zeitschrift, vol. 107, p. 153-159.